# 東南アジアの仏教

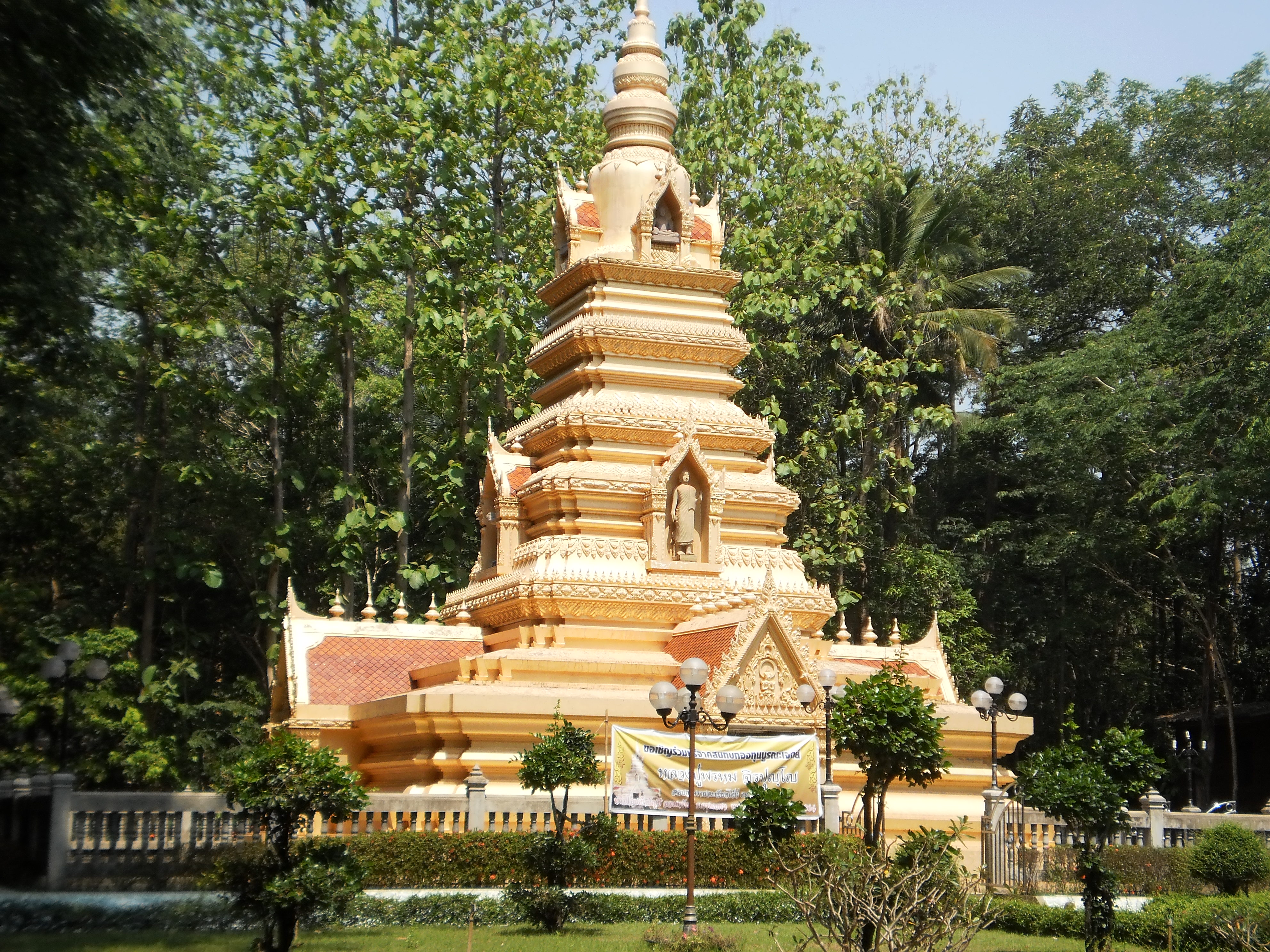
パゴダ（タイ国）

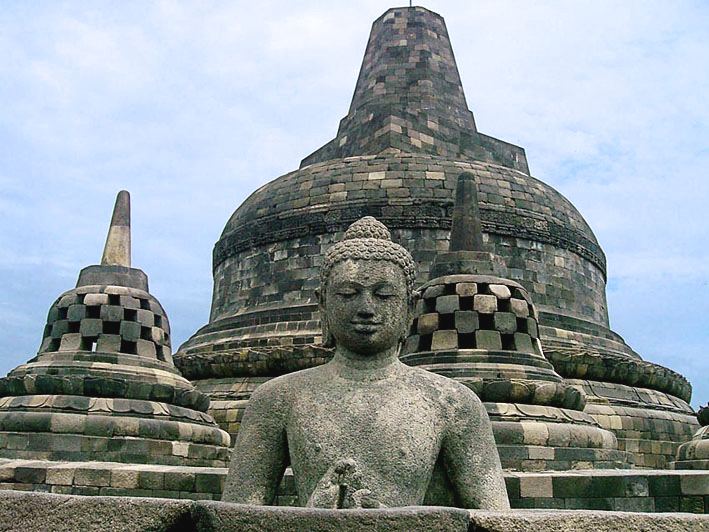
仏像とストゥーパ（ジャワ島・9世紀）

東南アジアの仏教（とうなんアジアのぶっきょう）
仏教は、東南アジアへは紀元1世紀には海のシルクロードを使用する商人によってインド・スリランカから伝わり、様々な仏教遺跡を残している。

## 東南アジア各国の仏教
- インドネシアの仏教(en:Buddhism in Indonesia)
- カンボジアの仏教(en:Buddhism in Cambodia)
- シンガポールの仏教(en:Buddhism in Singapore)
- タイの仏教（en:Buddhism in Thailand）
- フィリピンの仏教(en:Buddhism in the Philippines)
- ブルネイの仏教(en:Buddhism in Brunei)
- ベトナムの仏教(en:Buddhism in Vietnam)
- マレーシアの仏教(en:Buddhism in Malaysia)
- ミャンマーの仏教(en:Buddhism in Burma)
- ラオスの仏教(en:Buddhism in Laos)